# Cukrići
Cukrići is een plaats in de gemeente Svetvinčenat in de Kroatische provincie Istrië. De plaats telt 140 inwoners (2001).